# Andre Marriner
Andre Marriner (Birmingham, 1971. január 1. –) angol nemzetközi labdarúgó-játékvezető.

## Pályafutása

### Nemzeti játékvezetés
1992-ben Birminghamban egy mérkőzésen nézőként volt jelen, a találkozó játékvezetője  nem jelent meg. A helyi szervezők felkérésre levezette (£10-ot kapott) a találkozót. Rögtön beiratkozott egy tanfolyamra és áprilisban sikeres vizsgát tett. Vizsgáját követően a Birmingham Amateur Football League és a Southern Football League  által üzemeltetett labdarúgó bajnokságokban kezdte sportszolgálatát. Az Angol Labdarúgó-szövetség Játékvezető Bizottságának (JB) minősítésével 2000–2003 között a  Football League asszisztense.  2003–2004 között a Football League bírója. 2004-től az Premier League játékvezetője. Premier League mérkőzéseinek száma: 167 (2010)
| Időpont            | Helyszín                 | Mérkőzés típusa               | Mérkőzés                             | Eredmény |
| ------------------ | ------------------------ | ----------------------------- | ------------------------------------ | -------- |
| 2004. november 13. | Valley Stadion, Charlton | első Premier League mérkőzése | Charlton Athletic FC–Norwich City FC | 4 – 0    |

#### Nemzeti kupamérkőzések
Vezetett kupadöntők száma: 3.

##### FA Ifjúsági Kupa
| Időpont           | Helyszín                      | Mérkőzés típusa | Mérkőzés                       | Eredmény | Nézők száma |
| ----------------- | ----------------------------- | --------------- | ------------------------------ | -------- | ----------- |
| 2005. április 22. | Portman Road Stadion, Ipswich | döntő           | Ipswich Town FC–Southampton FC | 1 – 0    | 14 889      |

##### Angol labdarúgó-szuperkupa
| Időpont            | Helyszín                | Mérkőzés típusa | Mérkőzés                     | Eredmény | Nézők száma |
| ------------------ | ----------------------- | --------------- | ---------------------------- | -------- | ----------- |
| 2010. augusztus 8. | Wembley Stadion, London | döntő           | Chelsea–Manchester United FC | 1 – 3    | 84 623      |

##### FA-kupa
| Időpont         | Helyszín                | Mérkőzés típusa | Mérkőzés                             | Eredmény | Nézők száma |
| --------------- | ----------------------- | --------------- | ------------------------------------ | -------- | ----------- |
| 2013. május 11. | Wembley Stadion, London | döntő           | Manchester City FC–Wigan Athletic FC | 0 – 1    | 86 254      |

### Nemzetközi játékvezetés
Az Angol labdarúgó-szövetség JB terjesztette fel nemzetközi játékvezetőnek, a Nemzetközi Labdarúgó-szövetség (FIFA) 2009-től tartja nyilván bírói keretében. A FIFA JB központi nyelvei közül az angolt beszéli. Az UEFA JB besorolás szerint a 2. kategóriás bíró. Több nemzetek közötti válogatott, valamint Európa-liga és UEFA-bajnokok ligája klubmérkőzést vezetett, vagy működő társának 4. bíróként segített. Az angol nemzetközi játékvezetők rangsorában, a világbajnokság-Európa-bajnokság sorrendjében többedmagával a 23. helyet foglalja el 3 találkozó szolgálatával. Válogatott mérkőzéseinek száma: 6 (2014. november 12.)

#### Labdarúgó-világbajnokság
A 2014-es labdarúgó-világbajnokságra a FIFA JB játékvezetőként alkalmazta. Selejtező mérkőzéseket az UEFA zónában irányított. 
| Időpont              | Helyszín                     | Mérkőzés típusa           | Mérkőzés                | Eredmény | Nézők száma |
| -------------------- | ---------------------------- | ------------------------- | ----------------------- | -------- | ----------- |
| 2013. március 28.    | Tofik Bahramov Stadion, Baku | előselejtező (F. csoport) | Azerbajdzsán–Portugália | 0 – 2    | 245 580     |
| 2013. szeptember 10. | Laugardalsvöllur, Reykjavík  | előselejtező (E. csoport) | Izland–Albánia          | 2 – 1    | 9768        |

#### Labdarúgó-Európa-bajnokság
A 2012-es labdarúgó-Európa-bajnokságon az UEFA JB játékvezetőként foglalkoztatta.
| Időpont         | Helyszín                 | Mérkőzés típusa           | Mérkőzés           | Eredmény | Nézők száma |
| --------------- | ------------------------ | ------------------------- | ------------------ | -------- | ----------- |
| 2011. június 3. | Zimbru Stadion, Chișinău | előselejtező (E. csoport) | Moldova–Svédország | 1 – 4    | 12 000      |

#### Nemzetközi kupamérkőzések

##### UEFA-bajnokok ligája
| Időpont             | Helyszín                     | Mérkőzés típusa        | Mérkőzés                       | Eredmény |
| ------------------- | ---------------------------- | ---------------------- | ------------------------------ | -------- |
| 2009. július 23.    | Megyei úti Stadion, Budapest | előselejtező(2. kör)   | Újpest–FC Steaua București     | 1 – 2    |
| 2010. augusztus 26. | Maksimir Stadion, Zágráb     | előselejtező rájátszás | GNK Dinamo Zagreb–Győri ETO FC | 2 – 1    |